# Miejska Biblioteka Publiczna w Szczecinie
Miejska Biblioteka Publiczna w Szczecinie – biblioteka publiczna w Szczecinie, miejska instytucja kultury utworzona w 1995. 
Terenem działania biblioteki jest Szczecin, na obszarze którego rozmieszczone są trzydzieści cztery filie oraz Magazyn Rezerwy Zbiorów Bibliotecznych.
Centralną siedzibą Miejskiej Biblioteki Publicznej w Szczecinie jest budynek znajdujący się przy ulicy Józefa Marii Hoene-Wrońskiego 1.
Celem działalności biblioteki jest zaspokajanie i rozwijanie potrzeb czytelniczych społeczeństwa, wspomaganie systemu edukacji i wychowania oraz upowszechnianie wiedzy i informacji na temat kultury i nauki.

## Historia
Miejska Biblioteka Publiczna w Szczecinie powstała na podstawie ustawy o samorządzie terytorialnym z dnia 8 marca 1990 roku oraz na mocy porozumienia z dnia 10 kwietnia 1995 roku między wojewodą a Gminą Miasto Szczecin. W świetle nowych przepisów i uchwał Gmina Miasto Szczecin powołała Miejska Bibliotekę Publiczną. 
MBP przejęła 51 z 54 filii bibliotecznych będących dotąd pod opieką Książnicy Pomorskiej, sprawującej funkcje biblioteki wojewódzkiej, finansowanej z budżetu województwa oraz otrzymała budynek przy ulicy Hoene-Wrońskiego 1, w którym mieści się dyrekcja MBP. W oparciu o przejęte od Książnicy filie biblioteczne i zgromadzony w nich księgozbiór, od 1995 roku Miejska Biblioteka Publiczna zaczęła funkcjonować jako samodzielna instytucja, czyli sieć placówek bibliotecznych centralnie kierowanych przez dyrekcję. 
Przejęta w 1995 roku sieć filii bibliotecznych wymagała natychmiastowej restrukturyzacji i modernizacji. W niedługim czasie MBP przygotowała plan gruntownych zmian w strukturze biblioteki, który został zaakceptowany przez Zarząd Miasta i Komisję Kultury Rady Miasta. Postanowiono zamknąć filie, których stan techniczny wskazywał na nieopłacalność remontu, a małe filie, znajdujące się niedaleko od siebie, połączono w duże wielofunkcyjne biblioteki dzielnicowe. W ciągu 10 lat liczba filii zmniejszyła się z 51 do 35, natomiast jakość ich funkcjonowania, zgromadzonych w nich zbiorów oraz wyposażenie bibliotek uległy ogromnej poprawie. 1/3 wszystkich zbiorów bibliotecznych to książki wydane w ostatniej dekadzie, a mimo redukcji ilości filii bibliotecznych, liczba odwiedzin czytelników nie zmniejszyła się.

## Działalność
- gromadzenie i opracowywanie materiałów bibliotecznych
- udostępnianie i wypożyczanie zbiorów bibliotecznych oraz prowadzenie wypożyczeń międzybibliotecznych
- prowadzenie działalności informacyjno - bibliograficznej
- popularyzacja książki i czytelnictwa
- współdziałanie z bibliotekami innych sieci, krajowymi i zagranicznymi, instytucjami kultury, organizacjami i stowarzyszeniami społecznymi w rozwijaniu i zaspokajaniu potrzeb oświatowych i kulturalnych społeczeństwa
- doskonalenie form i metod pracy bibliotecznej
- prowadzenie działalności wydawniczej i usług konserwatorskich
- organizowanie narad, konferencji, wykładów, odczytów, szkoleń oraz innych imprez związanych z rozwojem nauki i kultury.

## Struktura organizacyjna
Miejska Biblioteka Publiczna w Szczecinie to instytucja kultury, w skład której wchodzą 32 filie biblioteczne zlokalizowane w centrum miasta oraz na jego peryferiach. W prawobrzeżnej części Szczecina znajduje się 8 placówek bibliotecznych, na lewym brzegu Odry jest ich 26. Struktura organizacyjna szczecińskiej MBP tym różni się od innych bibliotek publicznych w Polsce, że nie posiada Biblioteki Głównej, w której zgromadzona by była większość księgozbioru. Specyfiką MBP w Szczecinie jest to, że zbiory udostępniane są poprzez sieć placówek bibliotecznych, w których znajduje się bogaty i zróżnicowany tematycznie księgozbiór. W celu zaspokojenia różnorodnych wymagań czytelniczych, została stworzona sieć filii dziedzinowych, w których gromadzona jest w poszerzonym zakresie literatura z określonych dyscyplin naukowych.
Wykaz jednostek organizacyjnych Biblioteki
- Centrala Miejskiej Biblioteki Publicznej, ul. J. Hoene-Wrońskiego 1
- Filia Nr 1, ul. Bolesława Śmiałego 4
- Filia Nr 2, ul. Sikorskiego 10
- Filia Nr 3, ul. Światowida 97
- Filia Nr 4, ul. Barnima 25
- Filia Nr 5, ul. Mieszka I 105
- Filia Nr 6, ul. Dziennikarska 39
- Filia nr 7, plac Matki Teresy z Kalkuty 8
- Filia Nr 8, ul. Konopnickiej 9
- Filia Nr 13, ul. ks. Zofii 2
- Filia Nr 10, ul. Bałtycka 6
- Filia Nr 11, ul. Pogodna 49
- Filia Nr 12, ul. Marcina 1
- Filia Nr 14, ul. Krzemienna 17
- Filia Nr 18, ul. Batalionów Chłopskich 26a
- Filia Nr 19, ul. Włościańska 1
- Filia Nr 20, ul. Śląska 21
- Filia Nr 22, ul. Narutowicza 4
- Filia Nr 25, ul. Ku Słońcu 76
- Filia Nr 28, pl. Lotników 7
- Filia Nr 29, ul. Kresowa 1
- Filia Nr 30, ul. 9 Maja 17
- Filia Nr 36, ul. Bartnicza 10a
- Filia Nr 38, ul. 26 Kwietnia 1
- Filia Nr 43, ul. Klonowica 5
- Filia Nr 46, ul. Nad Odrą 26
- Filia Nr 48, ul. Rydla 93
- Filia Nr 50, ul. Maciejewicza 27
- Filia Nr 53, ul. Seledynowa 50
- Filia Nr 54 „Promedia”, al. Wojska Polskiego 2
- Filia nr 55 (Biblioteka na Wrzosowym Wzgórzu), ul. Józefa Romana 20/U1
- Filia Nr 3 dziecięca, ul. Nałkowskiej 15
- Filia Nr 9 dziecięca, ul. ks. Anastazji 27/2.